# HTC Desire Z
De HTC Desire Z, ook bekend met de codenaam HTC Vision is een smartphone die ontwikkeld werd door HTC. De HTC Desire draait op Android 2.2 van Google met de grafische schil HTC Sense. Het toestel heeft een 3,7 inch-touchscreen en heeft een fysiek toetsenbord. Verder is het uitgerust met een 800MHz-Qualcomm-processor met het modelnummer MSM7230 en een 5,0 megapixel-camera met ledflitser. Naast de HTC Desire Z is nu ook de HTC Desire X aangekondigd.